# Taconafide
Taconafide — польський музичний гурт, що виконує попреп і треп, у складі реперів Taco Hemingway і Quebonafide. Дует випустив студійний альбом «Soma 0,5 mg» і мікстейп «0,25 mg», а також чотири сингли та два музичні кліпи. У рамках промоції матеріалу репери провели концертний тур Ekodiesel Tour, що охопив найбільші майданчики Польщі, а також виступили на фестивалі Open’er Festival.

## Історія
Репери познайомилися у 2015 році, коли Quebonafide запропонував Taco Hemingway приєднатися до його лейбла QueQuality. Taco відмовився, аргументуючи це тим, що його цікавить тільки Asfalt Records. Незважаючи на це, репери запланували запис спільного треку.. У вересні 2017 року Quebonafide запланував відмовитися від публікацій у соціальних мережах до моменту завершення роботи над альбомом, про що він публічно оголосив 11 жовтня. У лютому 2018 року група музичних журналістів та репер WSZ в інтерв'ю для CGM повідомили, що, за їхньою інформацією, репери записують спільний альбом. 11 березня Quebonafide опублікував в Instagram ігрове поле для гри Го, що стало його першим дописом з моменту оголошення перерви, а наступного дня Taco Hemingway опублікував ту саму графіку. 15 березня модель Александра Макієвич повідомила в Instagram, що напередодні взяла участь у зйомках кліпу реперів, які незабаром випустять спільний альбом.
16 березня відбулася прем'єра «Art-B» — першого синглу Taco Hemingway та Quebonafide, які виступають під назвою Taconafide. Одночасно було оголошено дату прем'єри та назву альбому, а також розпочався його попередній продаж. Крім того, були оприлюднені дати спільних концертів. «Art-B» побив рекорд найбільшої кількості прослуховувань за добу на стрімінговому сервісі Spotify серед польських користувачів. 22 березня вийшов другий сингл Taconafide, «Tamagotchi», а також знятий до нього кліп. Завдяки цій пісні репери побили свій власний рекорд на Spotify, а також встановили новий – найбільшу кількість прослуховувань за тиждень. Протягом тижня цей кліп був найпопулярнішим відео на YouTube в Польщі. Крім того, пісня посіла перші місця в хіт-парадах, зокрема, радіостанцій Eska та RMF Maxxx. 4 квітня вийшов третій сингл Taconafide, «Metallica 808». Четвертий і останній сингл дуету, «Kryptowaluty», вийшов 9 квітня разом із музичним кліпом.
13 квітня відбулася прем'єра студійного альбому «Soma 0,5 mg», випущеного спеціально для дуету лейблом Taconafidex. У лімітованих передпродажних виданнях реліз вийшов у комплекті з мікстейпом «0,25 mg», що містить додаткові треки та ремікси пісень з «Somy 0,5 mg» за участю гостей. 23 квітня «0,25 mg» було випущено в цифровий продаж. «Soma 0,5 mg» дебютувала на першому місці списку продажів OLiS. З 19 по 28 квітня репери провели концертний тур Ekodiesel Tour, який охопив сім міст Польщі. Виступи відбулися в найбільших залах країни, таких як Tauron Arena Kraków та Atlas Arena. Концерт у залі Torwar у Варшаві був розпроданий за два тижні, а у залі Arena — приблизно за чотири. На думку журналіста порталу Newonce, тур мав найбільший комерційний успіх в історії польського репу.
«Soma 0,5 mg» посіла перше місце в підсумках продажів за квітень і травень. 9 травня Асоціація виробників аудіовідео продуктів присвоїла альбому сертифікат платинової платівки, що відповідає 30 тисячам проданих копій на території Польщі. 2 червня Taco Hemingway виступив з концертом у рамках фестивалю Orange Warsaw Festival у Варшаві. На сцені до нього приєднався Quebonafide, з яким він виконав кілька спільних пісень. 4 липня «Soma 0,5 mg» отримала подвійну платинову нагороду за 60 тисяч проданих копій. Два дні по тому Taconafide виступили на фестивалі Open’er Festival у Гдині, попередньо оголосивши, що це буде їхній останній концерт у дуеті. За даними ЗМІ, репери зібрали кілька десятків тисяч глядачів, що можна порівняти з найбільшими зірками вечора, гуртом Gorillaz, а також найбільшою кількістю польських виконавців в історії Open'era.
«Soma 0,5 mg» був найпродаванішим альбомом першого півріччя 2018 року на території Польщі. 24 жовтня ZPAV присвоїв йому сертифікат потрійного платинового диска, що відповідає 90 тисячам проданих примірників. У підсумку продажів у Польщі у 2018 році він посів друге місце, відразу за Małomiasteczkowym Давида Подсядло. У річних списках польського відділення Spotify він посів перше місце в рейтингу найчастіше прослуховуваних альбомів, а «Tamagotchi» — перше місце в рейтингу найчастіше прослуховуваних пісень. У списку найпопулярніших виконавців дует Taconafide посів третє місце, а як сольні артисти репери посіли дві перші позиції. Крім того, дует був нагороджений премією Фредерік за альбом року в жанрі хіп-хоп. Він також був номінований на премію Bestsellerów Empiku в категорії «Польська музика». 28 травня 2019 року Soma 0,5 mg отримав чотирикратну платинову сертифікацію за продаж 120 тисяч копій. 2 жовтня 2019 року альбом отримав статус діамантового за продаж 150 тисяч копій.
4 травня 2020 року дует Taconafide опублікував запис в рамках акції Hot16Challenge, що просуває збір коштів для медичного персоналу під час пандемії COVID-19.

## Дискографія

### Студійні альбоми
- «Soma 0,5 mg» (2018)

### Мікстейпи
- «0,25 mg» (2018)

### Сингли
- «Art-B» (2018)
- «Tamagotchi» (2018)
- «Metallica 808» (2018)
- «Kryptowaluty» (2018)

### Кліпи
- «Tamagotchi» (2018)[40]
- «Kryptowaluty» (2018)[41]

## Концертні тури
- Ekodiesel Tour (2018)

## Нагороди та номінації
| Премія                       | Категорія                             | Номінація      | Результат | Примітки |
| ---------------------------- | ------------------------------------- | -------------- | --------- | -------- |
| Fryderyki 2019               | Альбом року в жанрі хіп-хоп           | «Soma 0,5 mg»  | Перемога  | [ 36 ]   |
| Fryderyki 2019               | Хіт року (приз глядацьких симпатій)   | «Art-B»        | Номінація | [ 42 ]   |
| Fryderyki 2019               | Хіт року (приз глядацьких симпатій)   | «Kryptowaluty» | Номінація | [ 42 ]   |
| Fryderyki 2019               | Хіт року (приз глядацьких симпатій)   | «Tamagotchi»   | Номінація | [ 42 ]   |
| Fryderyki 2019               | Подія року (приз глядацьких симпатій) | Ekodiesel Tour | Номінація | [ 42 ]   |
| Bestsellery Empiku 2018      | Польська музика                       | «Soma 0,5 mg»  | Номінація | [ 37 ]   |
| MTV Europe Music Awards 2018 | Кращий польський виконавець           | Taconafide     | Номінація | [ 43 ]   |
| Popkillery 2019              | Альбом року                           | «Soma 0,5 mg»  | 3 місце   | [ 44 ]   |
| Popkillery 2019              | Сингл року                            | «Tamagotchi»   | 6 місце   | [ 45 ]   |
| Popkillery 2019              | Кліп року                             | «Tamagotchi»   | 11 місце  | [ 46 ]   |
| Popkillery 2019              | Кліп року                             | «Kryptowaluty» | 17 місце  | [ 46 ]   |
| Popkillery 2019              | Співпраця року                        | «8 kobiet»     | Перемога  | [ 47 ]   |
| Popkillery 2019              | Співпраця року                        | «Tamagotchi»   | 10 місце  | [ 47 ]   |
| Popkillery 2019              | Видання року                          | «Soma 0,5 mg»  | Перемога  | [ 48 ]   |
| Popkillery 2019              | Гурт/дует року                        | Taconafide     | Перемога  | [ 49 ]   |